# Joseph Papp

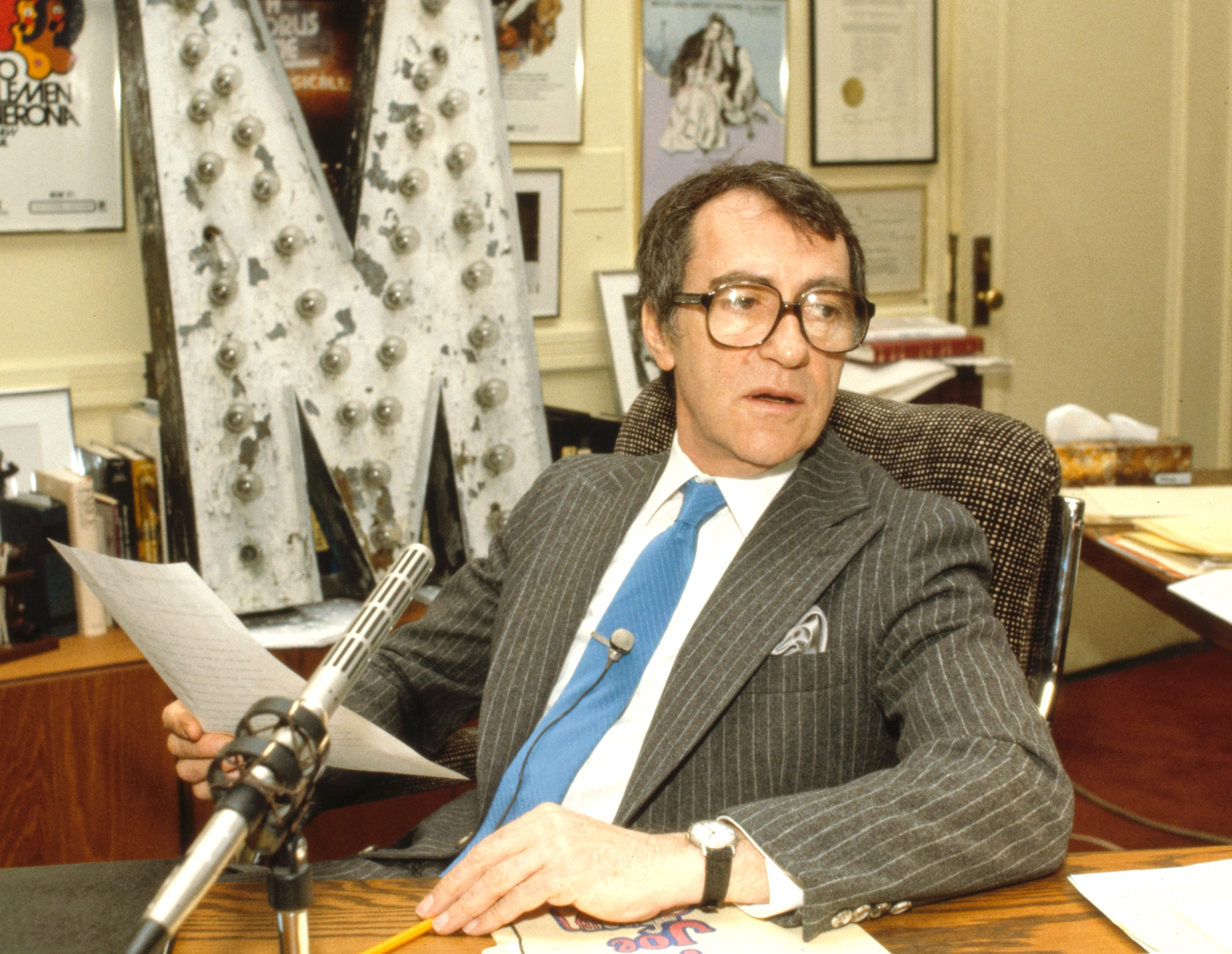
Joseph Papp, 1982

Joseph „Joe“ Papp,  ursprünglich Yosi Papirofsky (* 22. Juni 1921 in New York; † 31. Oktober 1991 ebenda) war ein US-amerikanischer Theaterproduzent, Theaterregisseur und Theaterleiter.

## Leben
Papp war der Sohn armer Immigranten, zunächst Gelegenheitsarbeiter und im Zweiten Weltkrieg Marinesoldat. Von 1946 bis 1948 ließ er sich am Actors’ Laboratory Theatre in Schauspiel und Regie ausbilden. Er wirkte dann als Inspizient an verschiedenen Theatern und zwei Jahre als Produktionsleiter  bei der Radiogesellschaft CBS.
1954 gründete er in New York den Shakespeare Workshop, der zuerst in Kirchenräumen auftrat. 1956 gab es die ersten kostenlosen Shakespeare-Aufführungen im East River Amphitheater, womit das New York Shakespeare Festival entstand, bei dem neben klassischen auch aktuelle Stücke dargeboten wurden. 1957 schuf Papp sein erstes mobiles Theater, das Shakespeares Werke gratis in die Vororte brachte. Nach Auseinandersetzungen mit der Stadtverwaltung setzte er den Bau eines Amphitheaters im Central Park durch. Das Delacorte Theatre wurde 1962 in Papps Regie mit Der Kaufmann von Venedig eröffnet. 1966 übernahm er die vom Abriss bedrohte ehemalige Astor Place Library  und machte aus ihr nach einem Umbau das Heim des aus dem Shakespeare Workshop hervorgegangene Public Theatre. 1973 produzierte er Der Kirschgarten mit schwarzen Schauspielern und förderte damit exemplarisch eine nicht mehr auf Hautfarbe achtende Besetzung. Von 1973 bis 1978 produzierte er im Rahmen des Shakespeare Festivals neue Stücke im Vivian Beaumont Theatre.
Papp inszenierte vor allem die Stücke von William Shakespeare, so 1959 Antonius und Cleopatra mit George C. Scott und 1964, 1967 und 1979 Hamlet jeweils mit Al Pacino sowie 1982 mit Diane Venora in der Titelrolle. Zu den Regisseuren seiner Produktionen zählten Mike Nichols, Richard Foreman und Liviu Ciulei. Er förderte junge Schauspieler und Autoren wie David Mamet, Tony Kushner, David Rabe, Reinaldo Povod, Ntozake Shange und Wallace Shawn, unterstützte freie Theatergruppen sowie verschiedene kulturelle und interdisziplinäre Aktivitäten.
Große Bedeutung hat Papp nicht zuletzt als erfolgreicher Produzent von Musicals, so 1967 der Uraufführung von Hair, 1971 der Uraufführung von Two Gentlemen of Verona, 1975 der Uraufführung von A Chorus Line und 1978 der Uraufführung von Runaways. Viele seiner häufig preisgekrönten Produktionen wurden an den Broadway übernommen und lieferten ihm so den finanziellen Spielraum für sein Hauptanliegen, klassische Stücke allen Menschen kostenlos zugänglich zu machen. Aus diesem Grund lehnte er auch Subventionen ab, wenn sie mit Einflussnahme oder Zensur verbunden waren.
1987 wurde Papp in die American Academy of Arts and Sciences gewählt. Das von ihm gegründete Public Theatre wurde 1992 nach ihm umbenannt.